# Lynn Gilbertová
Lynn Gilbertová (nepřechýleně Lynn Gilbert; * 7. ledna 1938) je americká fotografka a autorka známá především svými portréty slavných žen z 20. až 80. let 20. století a dokumentací tureckých domovů a interiérů.

## Životopis
Gilbertová vyrostla v New Yorku a navštěvovala Sarah Lawrence College, v newyorském Bronxvillu, na kterém v roce 1959 získala bakalářský titul z historie umění a Fashion Institute of Technology, New York, kde v roce 1962 záskala titul bakaláře věd v módním designu.
Gilbertová začala svou kariéru jako fotografka, která dokumentovala životy svých dětí v 60. letech, a pomocí fotoaparátu komentovala socioekonomickou rozmanitost pomocí fotografických portrétů dětí jiných. Její zájem o portrétování se rozvinul do série s názvem „Illustrious Women“, která se stala fotografickým doprovodem knihy ústních biografií Particular Passions: Talks with Women Who Shaped Our Times vydané v roce 1981. Kniha líčí bohaté ústní příběhy čtyřiceti dvou průkopnic dvacátého století z oblasti umění a věd, atletiky a práva, matematiky a politiky a zahrnuje portréty a ústní biografie takových významných žen, jako je Betty Friedanová, Gloria Steinemová, Ruth Baderová Ginsburgová, Julia Childová, Billie Jean Kingová nebo Diana Vreelandová.
Během rozsáhlých cest do Turecka a Uzbekistánu vytvořila fotografický záznam domácností této oblasti, který byl v Turecku hojně vystavován a zaznamenán v knize Hedvábná stezka: Tehdy a nyní (2) vydané v roce 2015. Kniha zaznamenává tradiční domovy Turecka nacházející se podél starověké Hedvábné stezky, domovy jak skromné, tak bohaté, se směsí nábytku, umění, ložního prádla, potřeb pro domácnost a zářivě barevných, staletí starých ručně tkaných koberců. Její obrazy se řídí designem, barevností, vyvážeností a světlem.

## Výstavy
- Children in Repose je fotografická série dětí z více než 100 rodin různého socioekonomického prostředí v New Yorku v polovině 70. let.
- Fotografie Lynn Gilbertové z Turecka byly hojně vystavovány v Turecku a v Godwin-Ternbach Muzeu v Queensu. Její portréty jsou součástí stálé sbírky Národní portrétní galerie ve Washingtonu.
- Gilbertová je autorkou přispívající do tureckého časopisu Cornucopia.

## Galerie

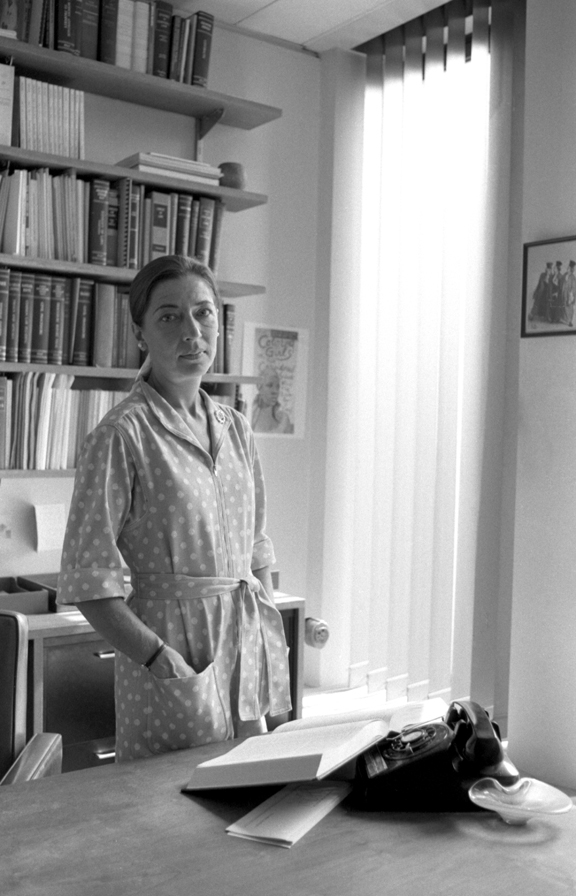
Ruth Baderová Ginsburgová, známá právnička zabývající se diskriminací na základě pohlaví, když ji Gilbertová v roce 1977 vyfotografovala, se později stala soudkyní Nejvyššího soudu.
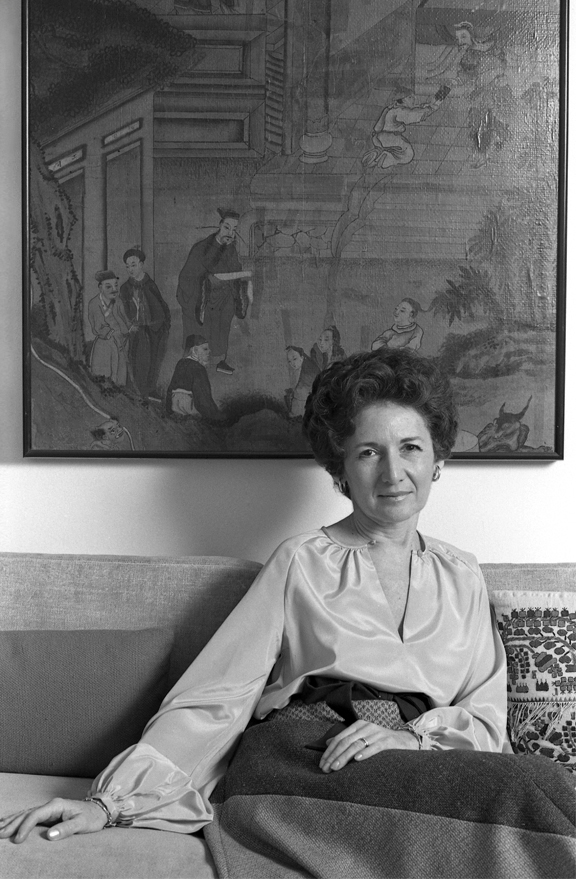
Ada Louise Huxtable, 1976
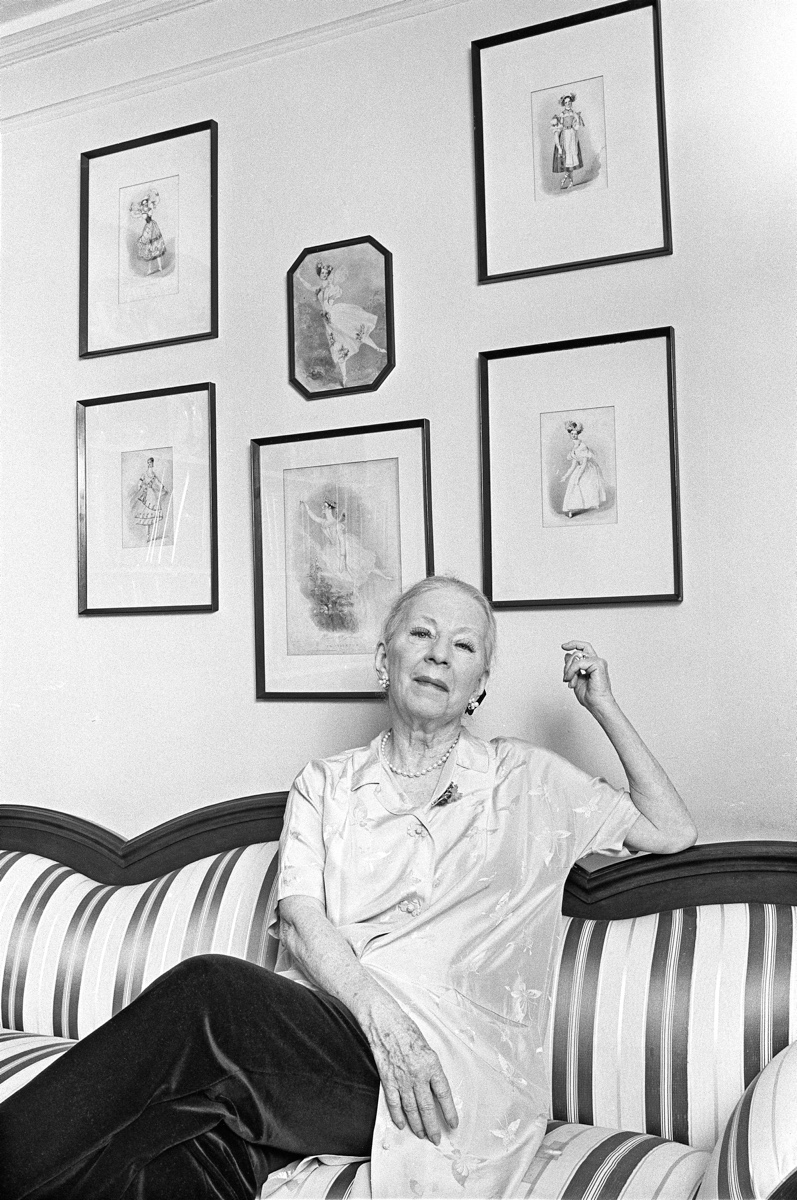
Agnes de Mille
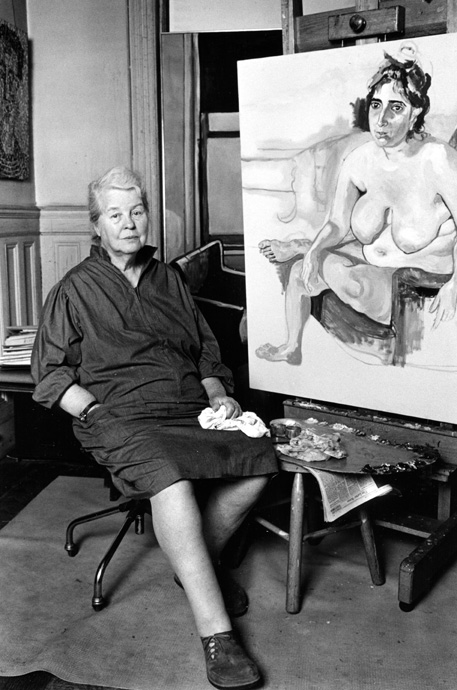
Alice Neel, 1976
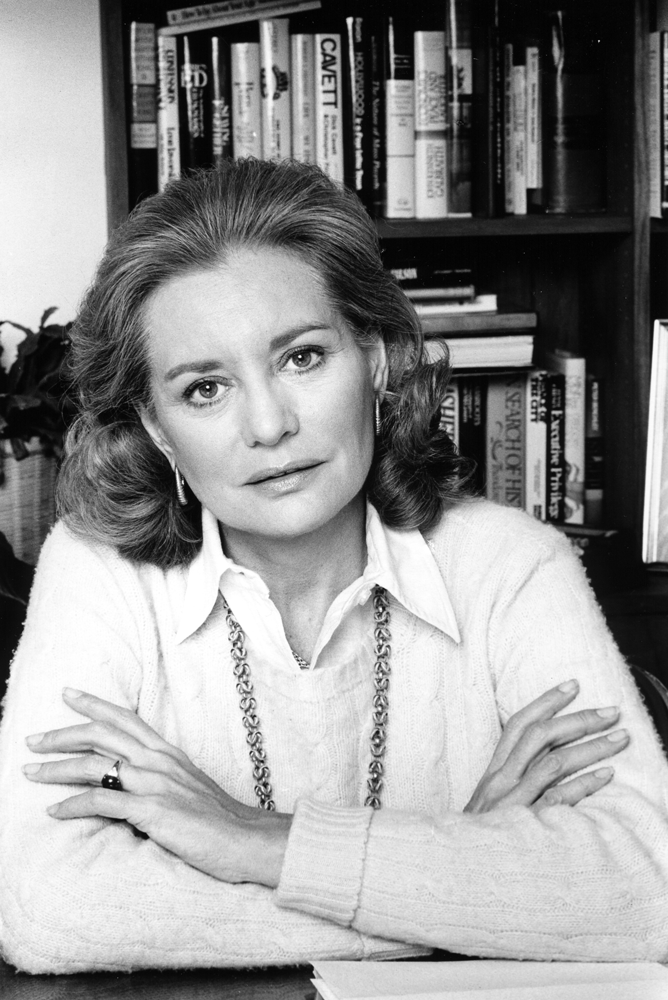
Barbara Walters
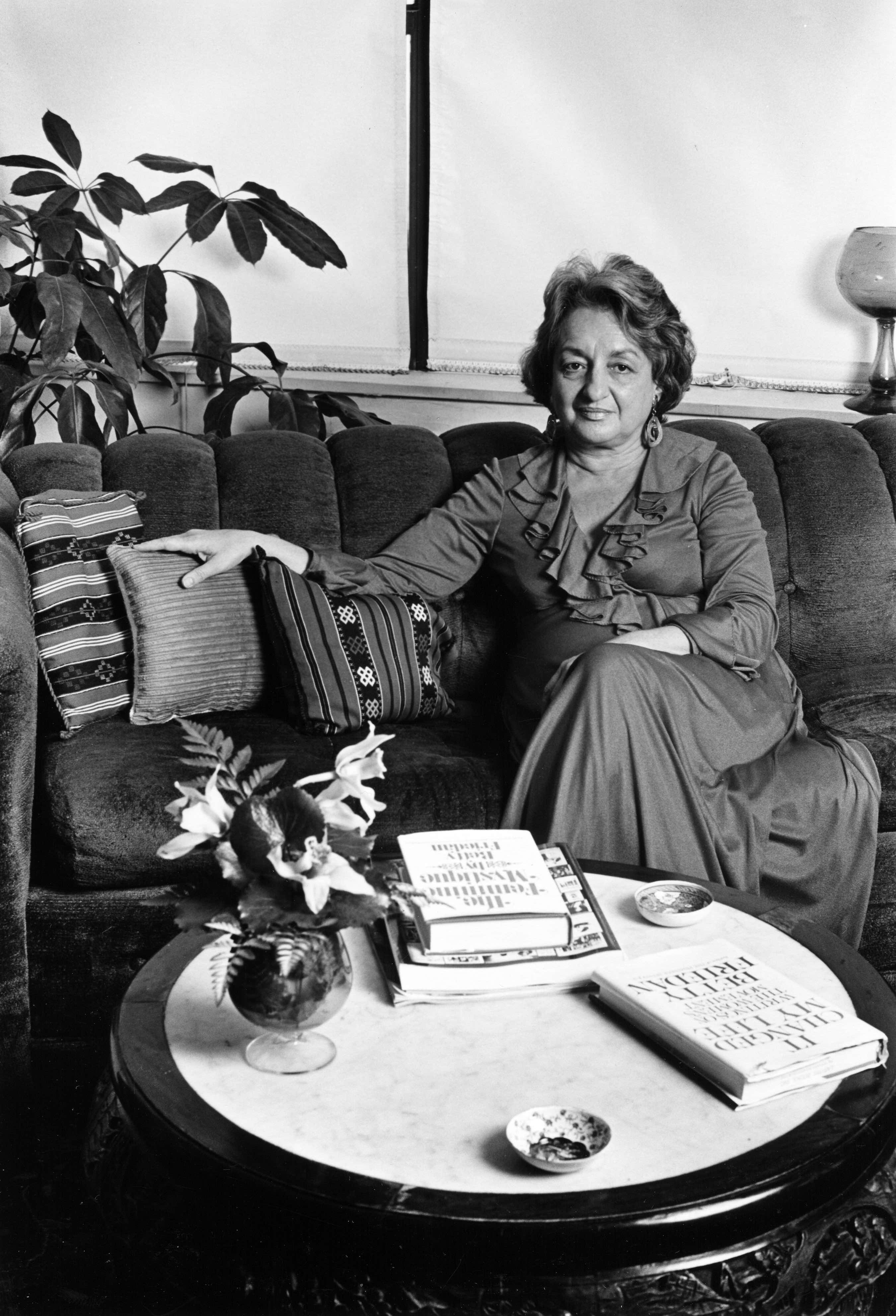
Betty Friedanová
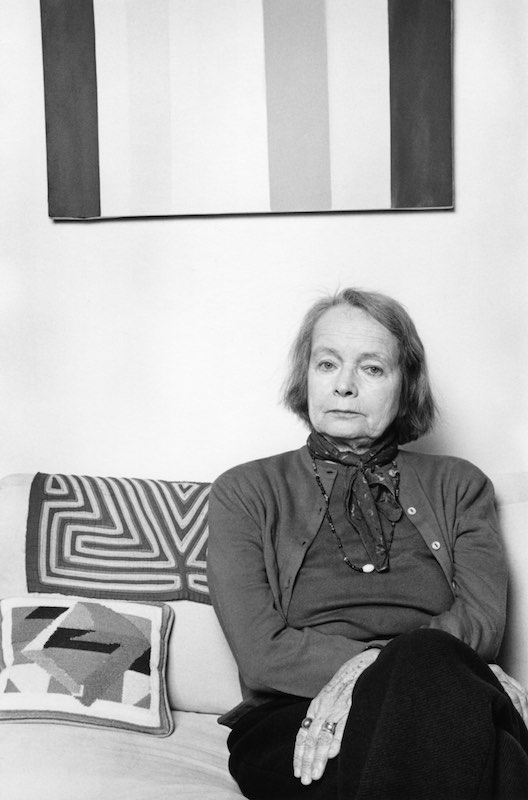
Betty Parsons
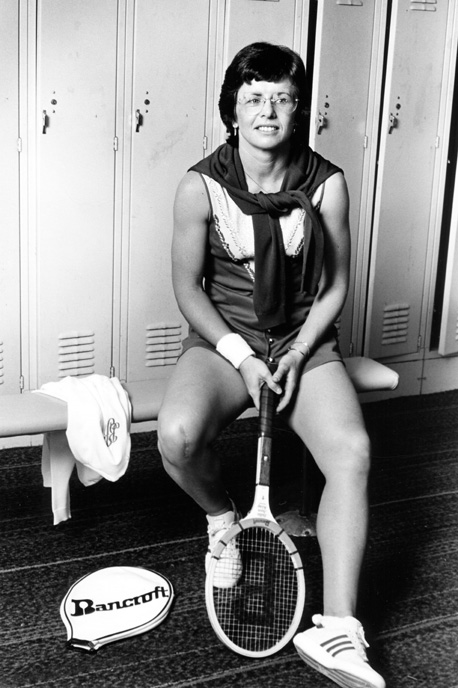
Billie Jean King
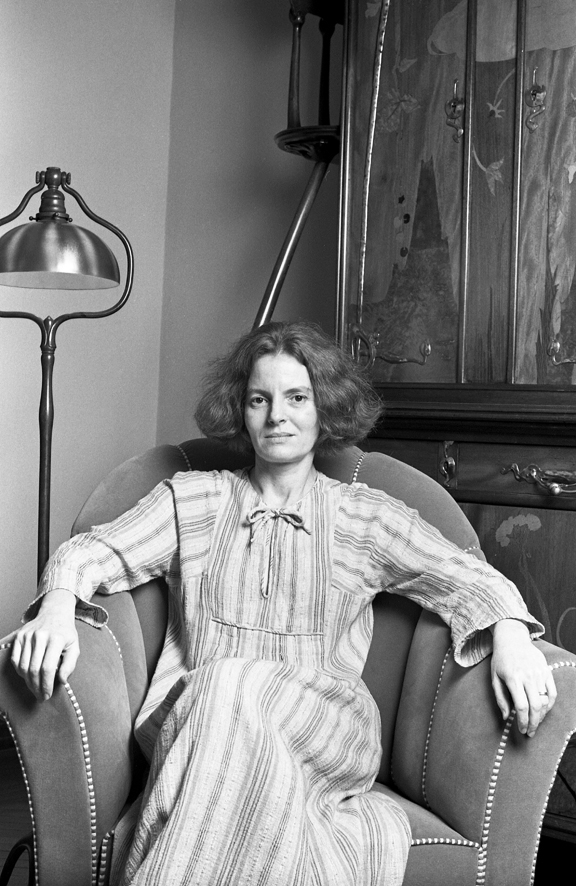
Denise Scott Brownová, 1978
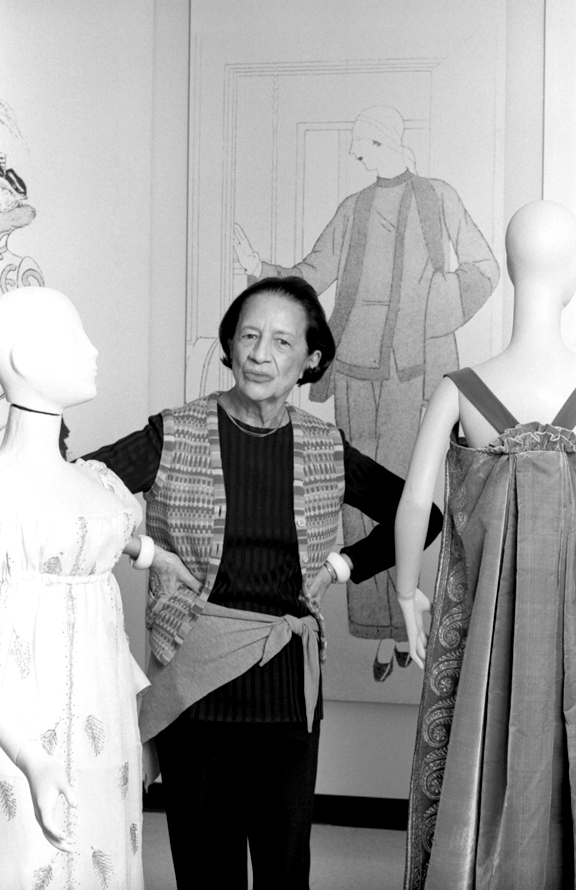
Diana Vreelandová, 1978
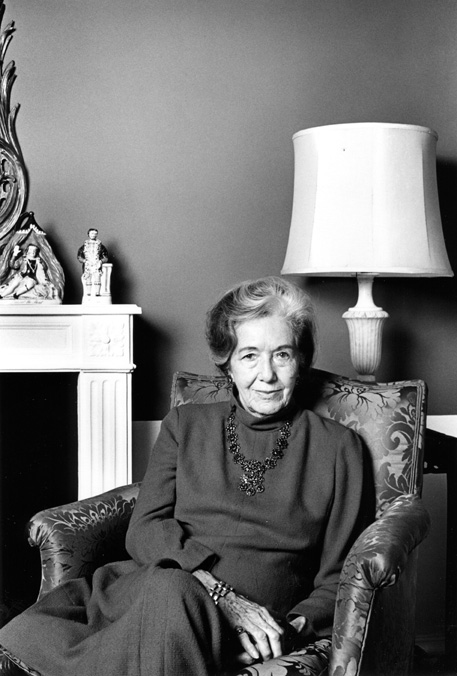
Elizabeth Langerová, 1977
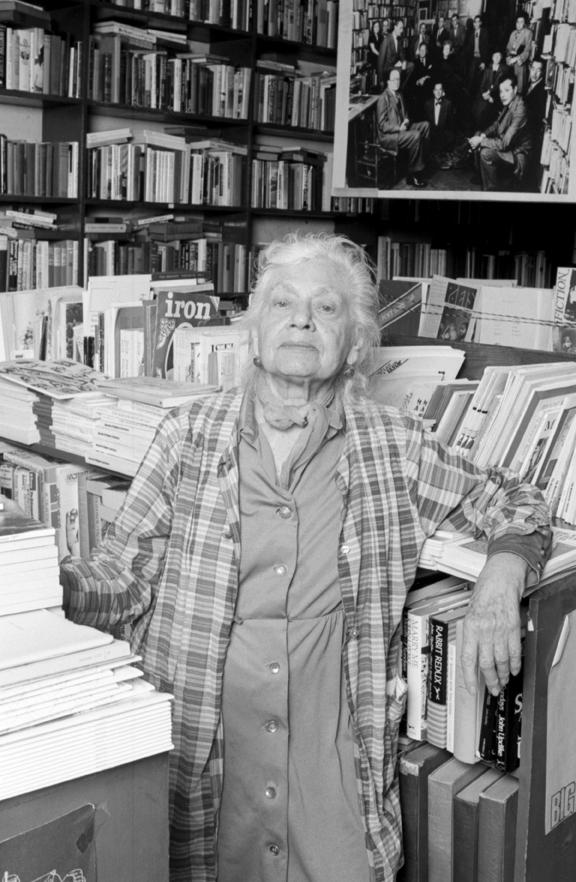
Frances Steloffová, 1978
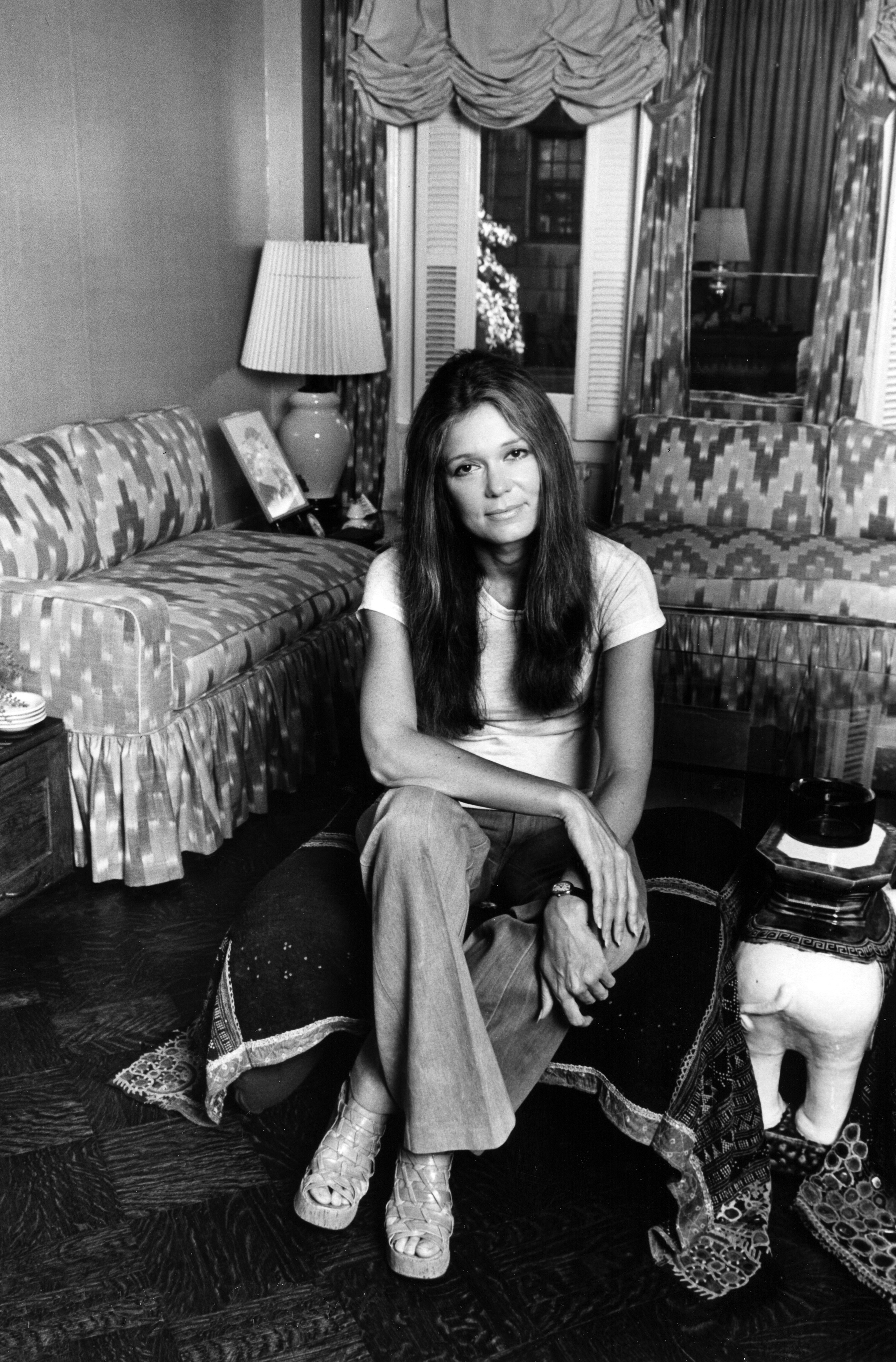
Gloria Steinemová, 1977
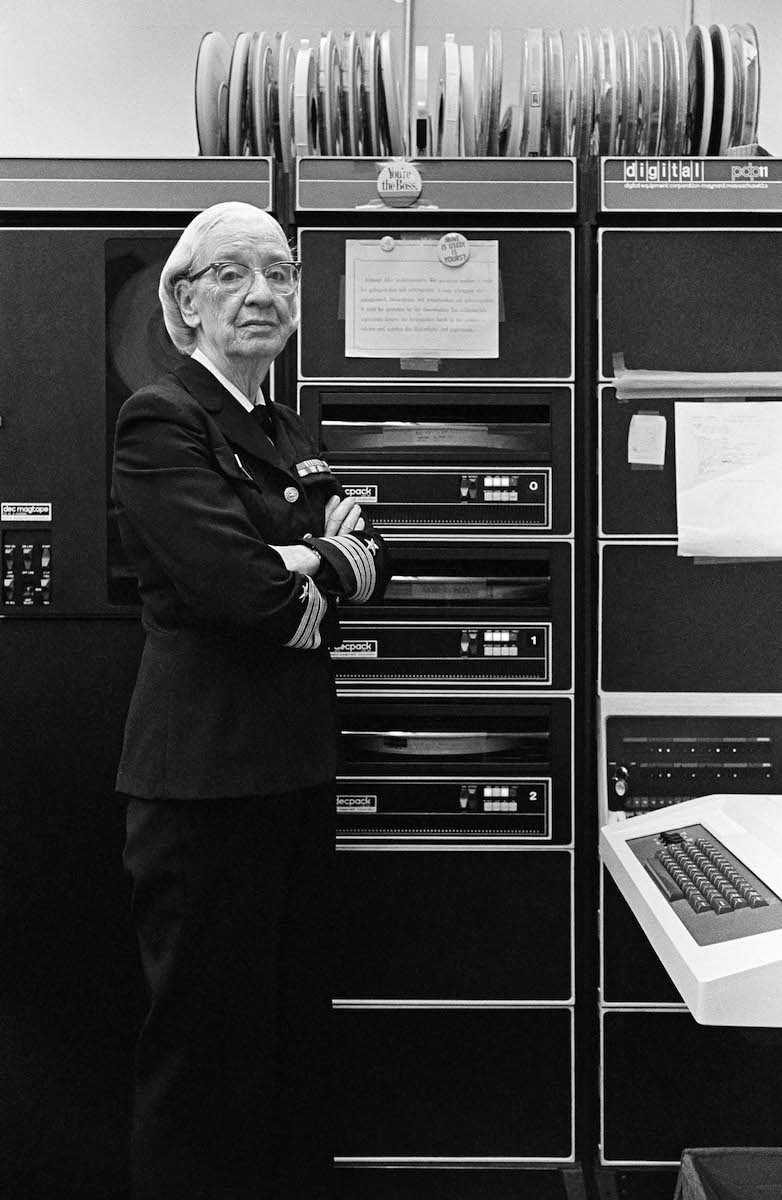
Grace Murray Hopperová, 1978
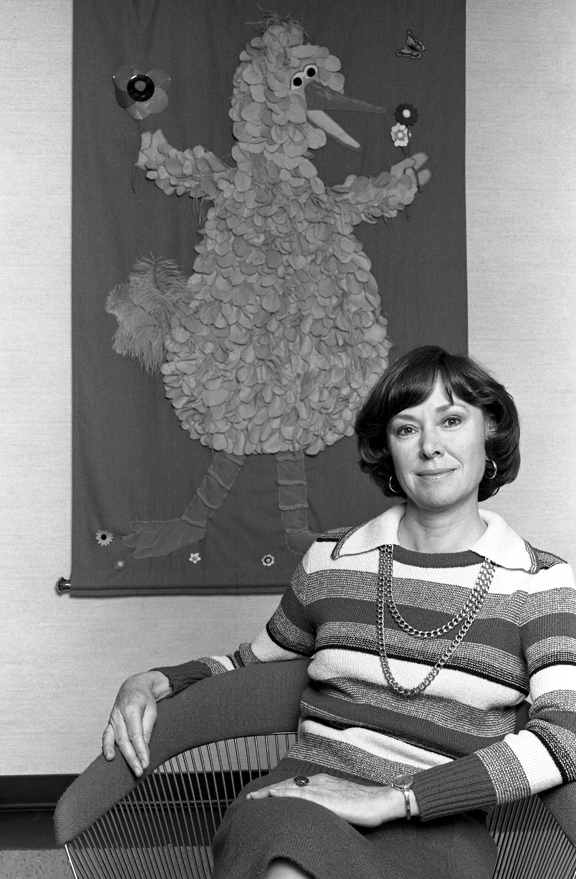
Joan Ganz Cooney, 1977
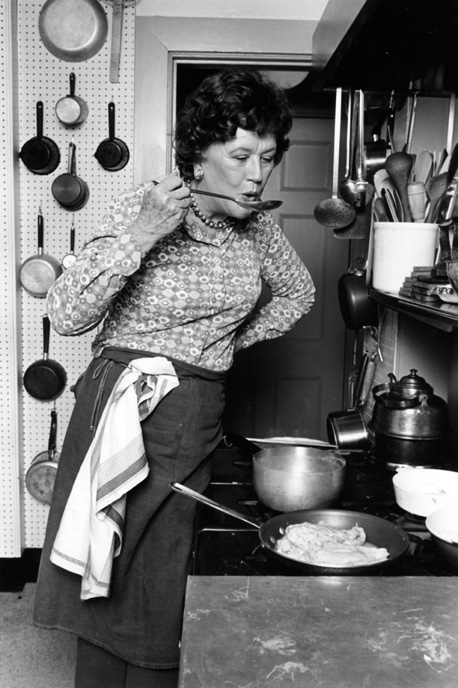
Julia Child, 1977
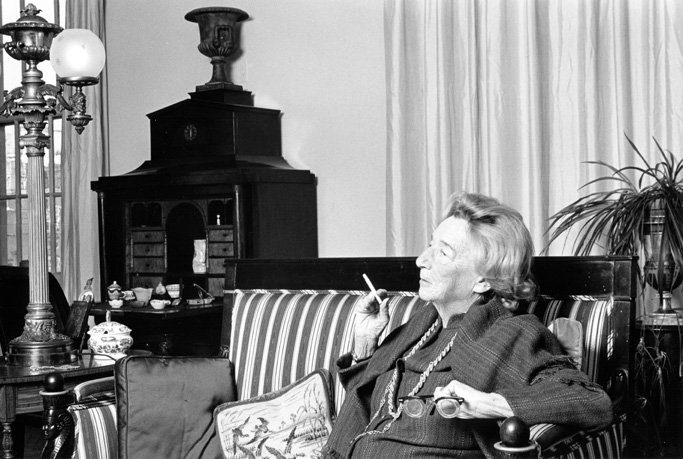
Lillian Helman, 1977
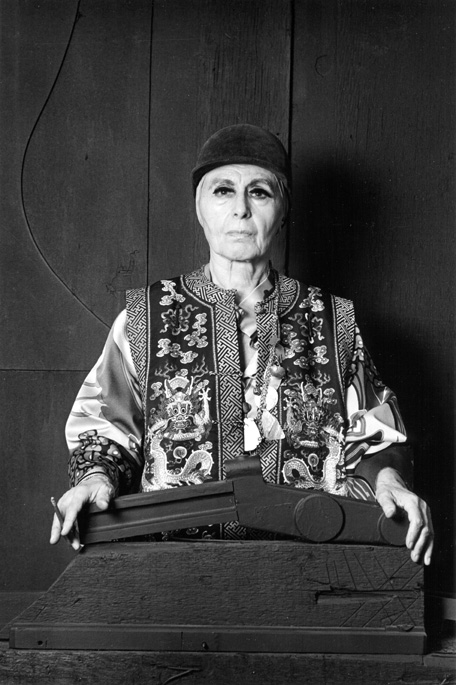
Louise Nevelsonová, 1976
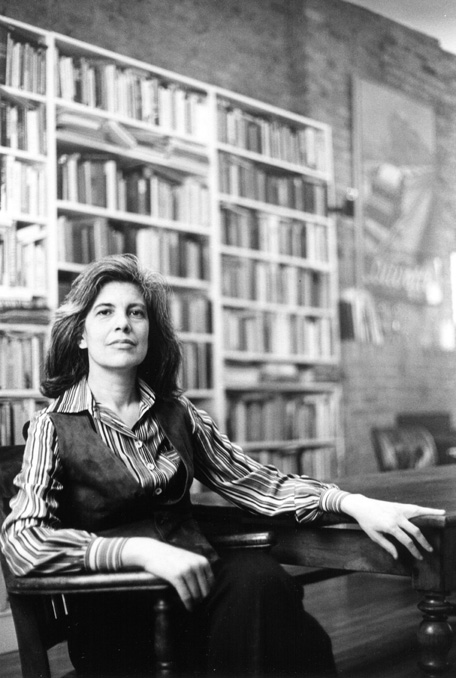
Susan Sontagová, 1979
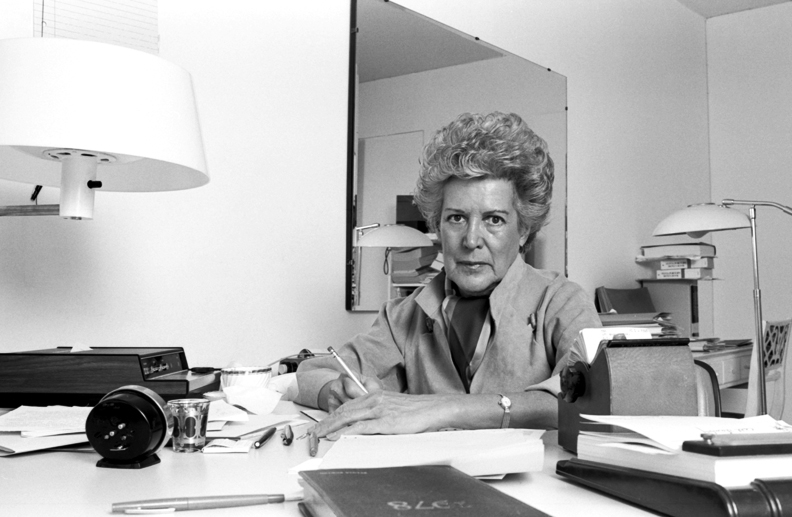
Sylvia Porterová, 1978
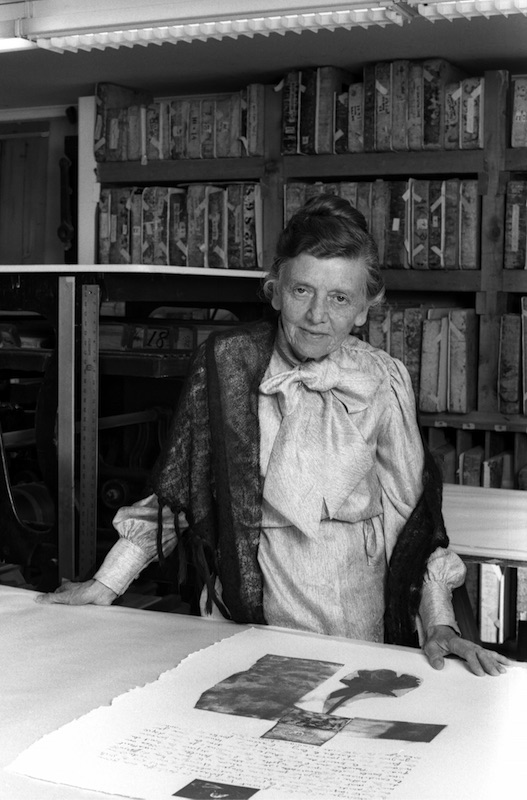
Tatyana Grosmanová, 1978